# George Clavering-Cowper, III conte Cowper
George Clavering-Cowper, III conte Cowper (Hertford, 1738 – Firenze, 22 dicembre 1789), è stato un nobile e politico inglese.

## Biografia
George Nassau Clavering-Cowper era figlio di William Clavering-Cowper, II conte Cowper e nipote pertanto di Giorgio II d'Inghilterra. Venne educato al College di Eton e intraprese successivamente un Grand Tour. Il giovane aristocratico, all'epoca noto col titolo di cortesia di visconte Fordwich, viaggiò in Francia, Paesi Bassi e Germania per poi trascorrere due anni di studio in Svizzera. A differenza di molti alti aristoratici che intraprendevano dei grand tours nella sua epoca, Fordwich era indipendente dai suoi genitori dal momento che nel 1754 già aveva ereditato una considerevole fortuna dal nonno materno. Nel suo tour, giunse a Firenze il 7 luglio 1759.
Il padre del giovane visconte, presagendo comunque un ritorno del figlio in patria, riuscì a farlo eleggere anche a distanza come membro del parlamento di Gran Bretagna per la costituente di Herford nel dicembre del 1759. George invece si stabilì a Firenze e fece sapere al padre tramite il suo tutore Jean Chastellain, se gli fosse stato possibile rinunciare al prestigioso incarico che aveva già ottenuto in patria. Chastellain venne sollevato dal proprio incarico ed ottenne il permesso di ritornare alla propria abitazione di Vevey.
Nel 1764, quando morì suo padre, George gli succedette come nuovo conte di Cowper.

### Il periodo fiorentino

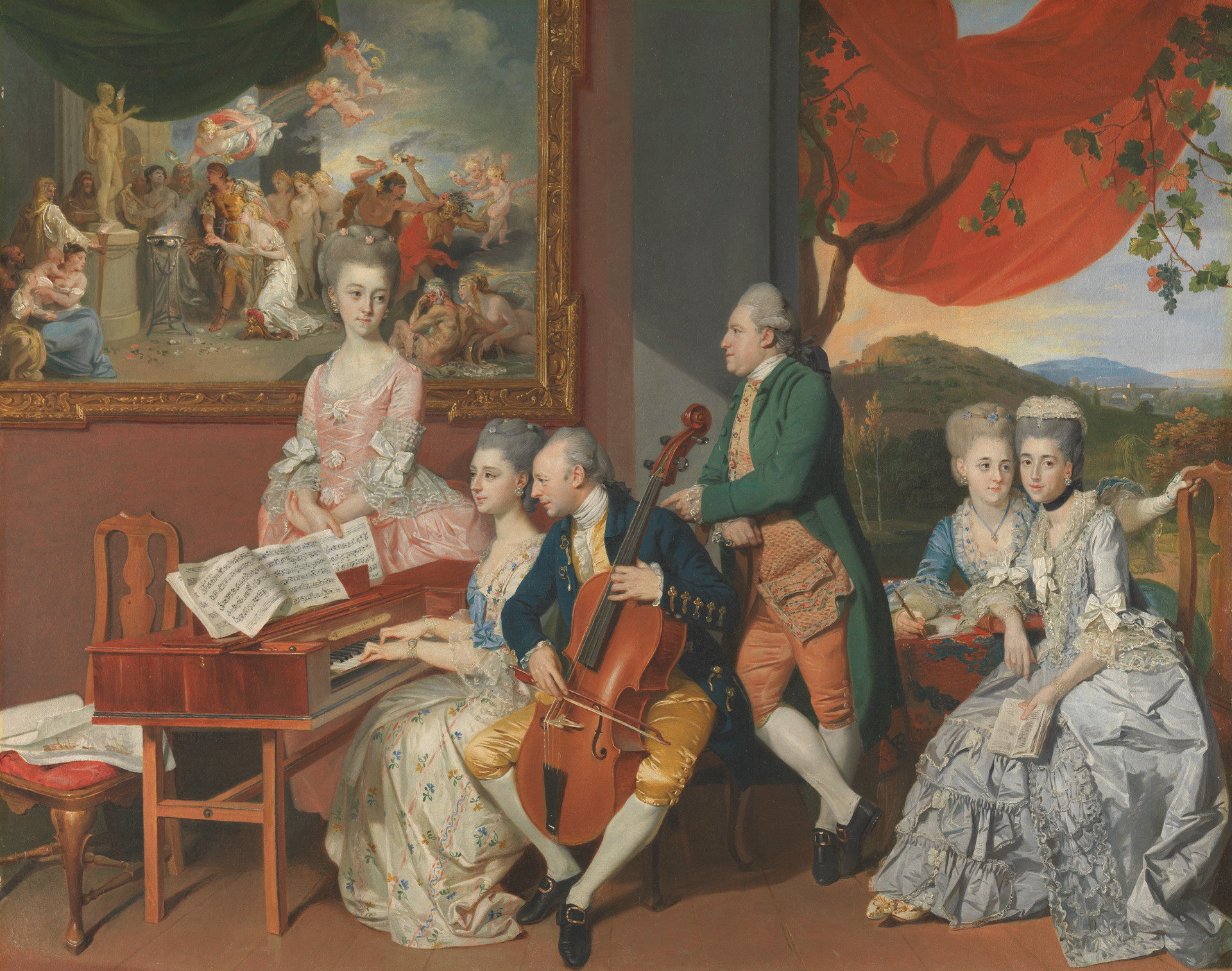
La famiglia Gore in un dipinto di Johann Zoffany. La figlia di Gore, Hannah, è alla sinistra, in seconda fila, mentre Gore si trova al centro mentre suona la viola, con alle spalle il genero George Cowper

Il 2 giugno 1775, George sposò la sedicenne Hannah Gore, figlia del pittore e musicista inglese Charles Gore, un'occasione che il pittore Zoffany immortalò in una delle sue tele commissionate proprio dal suocero del conte Cowper. Nel 1780 acquistò Villa Palmieri a Fiesole, con una splendida vista su Firenze, dove il conte Cowper prese residenza con la moglie. La coppia ebbe tre figli.
Pur essendosi ormai trasferito definitivamente in Italia, il conte Cowper mantenne ad ogni modo forti contatti con l'Inghilterra. Egli aveva infatti l'ambizione di divenire ambasciatore inglese a Firenze e tentò a questo scopo di aprirsi una strada verso i favori del re inviando un piccolo ritratto al re e altre copie di opere d'arte italiane famose. L'incarico che Cowper desiderava, era al momento detenuto da Sir Horace Mann che, malgrado non fosse così in grazia presso il re come Cowper, continuava a ricoprire l'incarico di Ambasciatore inglese nel Granducato di Toscana.
Cowper, abile diplomatico e politico, decise di ottenere prestigio chiudendo un occhio sulla relazione che sua moglie aveva instaurato col granduca Pietro Leopoldo, dal quale riuscì ad ottenere il titolo di Principe di Nassau d'Auverquerque nella nobiltà del Sacro Romano Impero (sfruttando il nome della casata di sua madre, Enrichetta di Nassau d'Auverquerque) e riuscì ad ottenere da Giorgio II il permesso di adottare tale titolo. Il figlio secondogenito della coppia venne chiamato Pietro Leopoldo, si disse in onore del granduca di Toscana, anche se qualcuno non mancò di vociferare che questo fosse in realtà figlio illegittimo del granduca stesso.
Fece parte della Massoneria, come scrive Gerardo Tocchini:
"Nel Granducato di Toscana riunioni simili, appena mitigate nella loro segretezza dalla forte e convinta presenza degli esponenti della ricca colonia inglese dai loro più disinvolti costumi massonici , ebbero tra i promotori più attivi il diplomatico lord George Clavering Nassau Cowper, responsabile della diffusione in Firenze del repertorio massonico e patriottico degli oratori di Händel.".
Dopo trent'anni di assenza, Cowper tornò quindi in Inghilterra ed attirandosi anche l'attenzione di personaggi influenti come Horace Walpole. In una sua lettera a Sir Horace Mann disse di essere rimasto colpito dal vedere...

... un conte inglese più orgoglioso di un principato di latta e di un ordine di peltro del Württemberg rispetto che di essere un pari di Gran Bretagna in un'epoca in cui la Gran Bretagna era qualcosa.

Cowper morì a Firenze il 22 dicembre 1789, all'età di 51 anni, malato da tempo di idropisia. Il suo corpo venne fatto tornare in Inghilterra e sepolto a Hertford. Nei suoi titoli gli succedette il figlio primogenito, George Augustus.

## Mecenate e collezionista d'arte

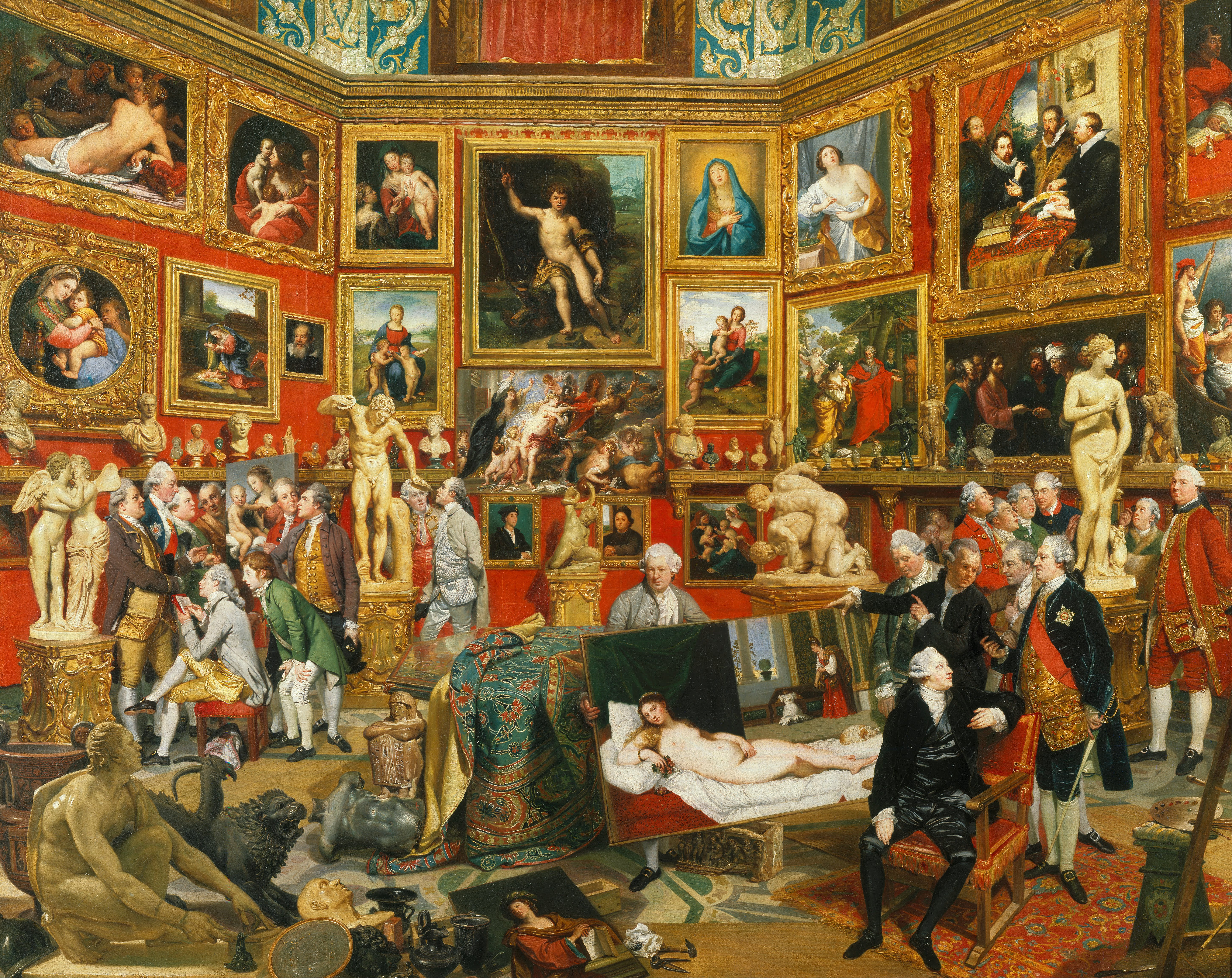
La Tribuna degli Uffizi

La collezione d'arte che il conte Cowper raccolse durante gli anni di permanenza a Firenze fu per lui un grande investimento di tempo e denaro. Tra le opere di maggior rilievo che fecero parte della sua collezione citiamo due dipinti di Raffaello, il primo noto col nome di Piccola Madonna Cowper e l'altro come Madonna Niccolini-Cowper, dipinto che è possibile ammirare in un altro dipinto: nel dipinto La Tribuna degli Uffizi, Cowper viene raffigurato da Johann Zoffany mentre osserva i suoi dipinti, tra cui appunto questa Madonna che venne acquistata tramite lo stesso Zoffany dalla famiglia Niccolini nel 1782 e quindi venduta ai Cowper nel 1785.
Zoffany si trovava all'epoca in Italia su commissione della famiglia reale inglese per dipingere proprio questo quadro e perse questo incarico ufficiale proprio per aver dipinto, si disse, troppe personalità inutili nel dipinto, tra cui lo stesso Cowper che pure era stimato a corte. Ad ogni modo Cowper trovò in Zoffany un valido esperto d'arte e di lui si servì per valutare molti dei suoi dipinti e per dargli commissioni di pittura. Per Cowper, Zoffany acquistò quadri di Giuseppe Antonio Fabrini, del vedutista Francesco Zuccarelli, Jakob Philipp Hackert e di Hugh Primrose Dean. Dopo il 1778, Cowper acquistò la Sacra Famiglia di Fra Bartolommeo e nel 1779 supportò Joseph Plura, Innocenzo Spinazzi, Hugh Douglas Hamilton e Jacob More.
Oltre che appassionato collezionista, il conte Cowper fu uno stimato patrono d'arte: suo cugino William Cowper, noto poeta inglese, ricevette da lui generose sovvenzioni. Alessandro Volta ricevette il necessario per costruire un laboratorio completo e tra i due venne registrata una fitta corrispondenza mentre Cowper si offrì di assistere Volta con la traduzione dall'inglese di un documento da presentare alla Royal Society per la sua ammissione.

## Ascendenza
|                                                      |                                      |                                          | Genitori                                          |  |  | Nonni |  |  | Bisnonni                        |  |  | Trisnonni       |  |
|                                                      |                                      |                                          |                                                   |  |  |       |  |  | 8. William Cowper, II baronetto |  |  | 16. John Cowper |  |
|                                                      |                                      |                                          |                                                   |  |  |       |  |  | 8. William Cowper, II baronetto |  |  | 16. John Cowper |  |
|                                                      |                                      | 17. Martha Hewkley                       |                                                   |  |  |       |  |  | 8. William Cowper, II baronetto |  |  |                 |  |
| 4. William Cowper, I conte Cowper                    |                                      |                                          |                                                   |  |  |       |  |  | 8. William Cowper, II baronetto |  |  |                 |  |
|                                                      |                                      | 9. Sarah Holled                          | 18. Samuel Holled                                 |  |  |       |  |  |                                 |  |  |                 |  |
|                                                      |                                      | 9. Sarah Holled                          | 18. Samuel Holled                                 |  |  |       |  |  |                                 |  |  |                 |  |
|                                                      |                                      | 9. Sarah Holled                          | 19. Anne                                          |  |  |       |  |  |                                 |  |  |                 |  |
| 2. William Clavering-Cowper, II conte Cowper         |                                      | 9. Sarah Holled                          |                                                   |  |  |       |  |  |                                 |  |  |                 |  |
|                                                      |                                      | 10. John Clavering                       | 20. Robert Clavering                              |  |  |       |  |  |                                 |  |  |                 |  |
|                                                      |                                      | 10. John Clavering                       | 20. Robert Clavering                              |  |  |       |  |  |                                 |  |  |                 |  |
|                                                      |                                      | 10. John Clavering                       | …                                                 |  |  |       |  |  |                                 |  |  |                 |  |
| 5. Mary Clavering                                    |                                      | 10. John Clavering                       |                                                   |  |  |       |  |  |                                 |  |  |                 |  |
|                                                      |                                      | 11. Susanna Thompson                     | 22. Henry Thompson                                |  |  |       |  |  |                                 |  |  |                 |  |
|                                                      |                                      | 11. Susanna Thompson                     | 22. Henry Thompson                                |  |  |       |  |  |                                 |  |  |                 |  |
|                                                      |                                      | 11. Susanna Thompson                     | 23. Susanna Lovell                                |  |  |       |  |  |                                 |  |  |                 |  |
| 1. George Clavering-Cowper, III conte Cowper         |                                      | 11. Susanna Thompson                     |                                                   |  |  |       |  |  |                                 |  |  |                 |  |
|                                                      | 12. Enrico Nassau, Lord Auverquerque | 24. Luigi di Nassau-Beverweerd           |                                                   |  |  |       |  |  |                                 |  |  |                 |  |
|                                                      | 12. Enrico Nassau, Lord Auverquerque | 24. Luigi di Nassau-Beverweerd           |                                                   |  |  |       |  |  |                                 |  |  |                 |  |
|                                                      | 12. Enrico Nassau, Lord Auverquerque | 25. Isabella von Horne                   |                                                   |  |  |       |  |  |                                 |  |  |                 |  |
| 6. Enrico Nassau d'Auverquerque, I conte di Grantham | 12. Enrico Nassau, Lord Auverquerque |                                          |                                                   |  |  |       |  |  |                                 |  |  |                 |  |
|                                                      |                                      | 13. Frances van Aerssen van Sommelsdijck | 26. Cornelius van Aerssen, signore di Sommelsdijk |  |  |       |  |  |                                 |  |  |                 |  |
|                                                      |                                      | 13. Frances van Aerssen van Sommelsdijck | 26. Cornelius van Aerssen, signore di Sommelsdijk |  |  |       |  |  |                                 |  |  |                 |  |
|                                                      |                                      | 13. Frances van Aerssen van Sommelsdijck | 27. Lucia van Walta                               |  |  |       |  |  |                                 |  |  |                 |  |
| 3. Henrietta Nassau d'Auverquerque                   |                                      | 13. Frances van Aerssen van Sommelsdijck |                                                   |  |  |       |  |  |                                 |  |  |                 |  |
|                                                      |                                      | 14. Thomas Butler, VI conte di Ossory    | 28. James Butler, I duca di Ormonde               |  |  |       |  |  |                                 |  |  |                 |  |
|                                                      |                                      | 14. Thomas Butler, VI conte di Ossory    | 28. James Butler, I duca di Ormonde               |  |  |       |  |  |                                 |  |  |                 |  |
|                                                      |                                      | 14. Thomas Butler, VI conte di Ossory    | 29. Elizabeth Preston James                       |  |  |       |  |  |                                 |  |  |                 |  |
| 7. Henrietta Butler                                  |                                      | 14. Thomas Butler, VI conte di Ossory    |                                                   |  |  |       |  |  |                                 |  |  |                 |  |
|                                                      |                                      | 15. Emilia van Nassau-Beverweerd         | 30. Luigi di Nassau-Beverweerd                    |  |  |       |  |  |                                 |  |  |                 |  |
|                                                      |                                      | 15. Emilia van Nassau-Beverweerd         | 30. Luigi di Nassau-Beverweerd                    |  |  |       |  |  |                                 |  |  |                 |  |
|                                                      |                                      | 15. Emilia van Nassau-Beverweerd         | 31. Isabella von Horne                            |  |  |       |  |  |                                 |  |  |                 |  |
|                                                      |                                      | 15. Emilia van Nassau-Beverweerd         |                                                   |  |  |       |  |  |                                 |  |  |                 |  |